# Eudarcia deferens
Eudarcia deferens är en fjärilsart som beskrevs av Edward Meyrick 1927. Eudarcia deferens ingår i släktet Eudarcia och familjen äkta malar. Inga underarter finns listade i Catalogue of Life.